# Enrique de Milly
Enrique de Milly, llamado el Búfalo (en latín: Henricus Bubalus, en francés: Henri le Bufle, fallecido después de 1164) fue señor de Arabia Pétrea como vasallo en el Reino de Jerusalén.
Enrique era el hijo menor de Guido de Milly, un caballero de Picardía, que había participado en la primera cruzada, y cuando llegó a Tierra Santa recibió  el Señorío de Nablus. Su madre fue Estefanía de Nablus, anterior esposa de Balduino II, señor de Ramla. Enrique nació en Tierra Santa, así como su hermano mayor, Felipe. Además, tenía por lo menos un medio hermano nacido en Francia, Guido, hijo de un matrimonio anterior de su padre. Felipe heredó el Señorío de Nablus, que luego intercambiaría por el Señorío de Transjordania.
Se casó con Inés Grenier, hija de Eustaquio Grenier, conde de Sidón.
Con su esposa Inés tuvo cuatro hijas:
- Helvis, se casó con Adán III (fallecido antes de 1180), señor de Bethsan;
- Estefanía (fallecido alrededor de 1197), se casó con Guillermo Dorel (fallecido en 1174), señor de Botron, después se casó con Hugo III Embriaco (fallecido en 1196), señor de Gibelet;
- Inés, se casó con Joscelino III de Courtenay;
- Sibila, se casó con Eustace le Petit.

La última referencia escrita sobre Enrique proviene del 16 de julio de 1164. Enrique parece haber sido también castellano de Castellum Regis y Montfort, al menos en la lista del Lignages d’Outre-Mer su hija, Inés, heredó estos castillos a su muerte. Su señorío de Arabia Pétrea perduró hasta 1188 o 1189 cuando fue conquistado por Saladino.